# Televisão na Hungria

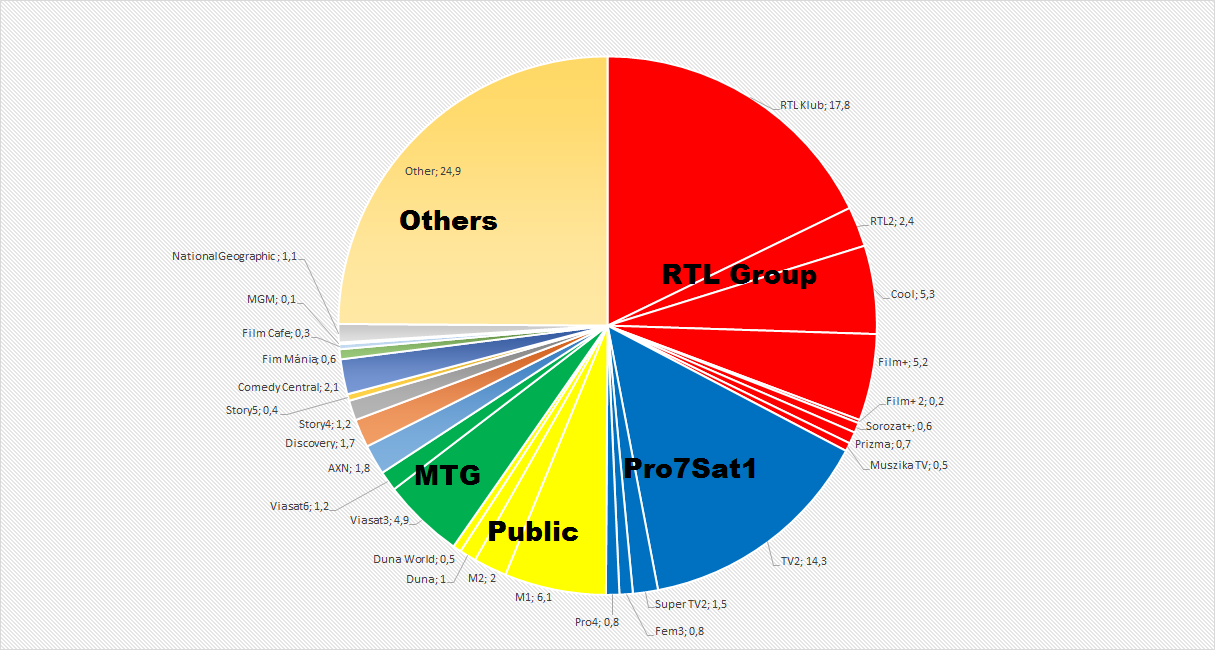
audiência dos canais de televisão húngaros, 2012

A televisão na Hungria foi introduzida em 1957. A transmissão em cores foi introduzida pela primeira vez na televisão húngara em 1971. A Hungria tinha apenas um canal de televisão até 1973. Foi somente em meados da década de 1990, quando a televisão privada e comercial foi introduzida na Hungria.

## Canais abertos de televisão de radiodifusão na Hungria

### Abertos em DVB-T
- M1
- M2 / Petőfi TV
- M4 Sport
- M5
- Duna
- Duna World
- RTL
- TV2
- Izaura TV
- Fem3
- Zenebutik
- C8
- PRO 2+

### Aberto em analógico
Radiodifusão analógica na Hungria foi extinto em duas fases, que foram concluídas no dia 31 de julho e 31 de outubro, 2013, respectivamente.
- M1
- TV2
- RTL
- além de canais Locais

### Aberto em satélite
- M1
- M2
- Duna
- Duna World

## Canais húngaros por grupos

### MTVA
- DUNA: 0-24: Nacional, principal canal da Hungria, desde 15 de Março de 2015. Iniciado em 1992. Disponível em HD.
- M1: 0-24: canal de Notícias, desde 15 de Março de 2015. Foi o nacional, principal canal de antes, iniciado em 1957. Disponível em HD.
- M2 / Petőfi TV: 6-20: Crianças canal desde dezembro 22, 2012, 20-6: Entretenimento desde 15 de Março de 2015. Iniciado em 1972. Disponível em HD.
- M3: 0-24: Retro channel, iniciada no final de 2013.
- M4 Esporte: 0-24: canal Sport começou em 2015. Disponível em HD.
- M5: 0-24: Começou em 18 de agosto de 2016 como canal sport, (também chamado M5 Esporte) por causa dos jogos Olímpicos de 2016 e jogos Paraolímpicos Rio 2016, como canal cultural desde 18 de setembro de 2016. (Ele foi planejado como um canal regional.) Disponível em HD.
- Duna do Mundo: o canal Internacional da Hungria, desde abril 16, 2006. Disponível em HD.
- M6: Planejado como um canal regional. MTVA não tem planos para lançá-lo nos anos seguintes.
- M3D: No verão de 2012 foi o canal 3D do MTVA.
- M4K: Planejado como um 4K canal.

### M-RTL
- RTL: O mais popular canal comercial na Hungria.
- Cool
- Film+
- RTL Kettő
- RTL Három
- Sorozat+
- RTL Spike: premium da série e dos filmes' os canais RTL (Spike é propriedade pela Viacom , com base em uma RTL licença)
- RTL Gold: Marca novo game show + mais canal que entrou no ar dia 3 de julho.
- Muzsika TV: húngaro música

Canais em negrito estão disponíveis em HD.

### TV2 Grupo
- TV2: Um dos principais pontos comerciais de canal na Hungria.
- TV2 Séf, FEM3, Jocky TV, Moziverzum, TV2 Comedy, Izaura TV, TV2 Kids, PRIME,  Mozi+, Super TV2, Spiler1 TV, Spiler2 TV: canais premium de séries, filmes e desporto.
- Zenebutik: música húngara

Canais em negrito estão disponíveis em HD.

### Central European Media Enterprises
- PRO TV Hungria
- PRO 1 Hungria
- PRO 2 Hungria
- PRO 2+ Hungria
- PRO X Hungria
- PRO Gold Hungria
- PRO Cinema Hungria

## Canais Nacionais
- Duna (canal Nacional) começou a transmitir em 1992. (Free-to-air em DVB-T)
- Duna World (canal Internacional, desde 16. De abril de 2006.) (Free-to-air em DVB-T)
- M1 (canal de Notícias, desde 15. Março de 2015.) começou a transmissão em 1957. (Free-to-air em DVB-T)
- M2, começou a transmitir em 1972., (M2 Crianças Canal 6-20h), desde o dia 22. De dezembro de 2012. (M2 Petőfi 20-6h) (Free-to-air em DVB-T)
- M3, começou a transmitir em 2012 (Free-to-air em DVB-T)
- M4 Esporte (canal de Esportes) começou a transmitir em 2015. (Free-to-air em DVB-T)
- M5 - (como canal de esportes a partir de 5. De agosto a 18. Setembro de 2016.(devido aos jogos Olímpicos de 2016 e jogos Paraolímpicos Rio 2016), a partir de 18 anos. De setembro como um canal Cultural) (Free-to-air em DVB-T)

## Canais nacionais comerciais
- TV2 começou a transmitir em outubro de 1997. (Free-to-air em DVB-T)
- RTL começou a transmitir em outubro de 1997. (Free-to-air em DVB-T)

### Canais premium comerciais nacionais
- RTL Kettő (Também disponível no DVB-T)
- Super TV2 (Também disponível no DVB-T)

## Canais de TV HD
- RTL HD
- TV2 HD
- M1 HD
- M2 HD
- M4 Sport HD
- M5 HD
- Duna HD
- Cool HD
- Film+ HD
- RTL Kettő HD
- Super TV2 HD
- Spíler TV HD
- FIXHD
- Digi Sport 1 HD
- Digi Sport 2 HD
- Digi Sport 3 HD
- Digi Film HD
- Digi Life HD
- Film Cafe HD
- Story4 HD
- Story5 HD
- Galaxy HD
- 1Music Channel HD
- ATV HD
- Animal Planet HD
- TLC HD
- Discovery HD Showcase
- AXN HD
- Filmbox HD
- MTV Live HD
- Spektrum HD
- Nat Geo HD
- HISTORY HD
- SPORT1 HD
- SPORT2 HD
- Viasat History/Nature HD
- HBO HD
- HBO2 HD
- HBO3 HD
- FOX HD
- Sundance Channel HD

## Planejado
- Moziverzum

## Extinto ou renomeado
- Ozone Network renomeado como OzoneTV
- Life Network renomeado como LifeTV
- Film+2 renomeado como RTL Gold
- Universal Channel
- PRO4 renomeado como Mozi+
- Cartoon Network Too
- Animax
- Discovery World
- BBC Knowledge renomeado como BBC Earth
- TV3
- Prizma TV renomeado como RTL+
- Reflektor TV
- AXN Sci-Fi renomeado como AXN Black
- AXN Crime renomeado como AXN White
- Hallmark channel renomeado como Universal Channel
- Kids co.
- Zone Club
- Írisz TV
- MTVA Info
- M3D
- A+
- Avante
- Best Of Music
- Budapest Európa Televízió
- Cherry Music
- Szív TV
- MSat
- Club TV
- Discovery Civilisation renomeado como Discovery World
- Discovery Travel and Living
- Fény TV
- FilmBox Extra
- FilmBox Extra1
- FilmNet
- Fox Kids renomeado como Jetix
- Galaxia TV
- Game One TV
- Hálózat TV
- HungaroSport
- Humor 1 renomeado como Cool TV
- Jetix renomeado como Disney Channel
- Joker TV
- Karma TV
- Meteo TV
- m+ Hungary
- MGM
- MusicPlus Hungary
- MTV Hungary
- Movies 24
- Nóta TV renomeado como Sláger TV
- PV TV
- Rock TV
- Top TV HU
- Top Shop TV
- SATeLIT Televízió
- Sport Klub+
- SuperOne Music
- Ötös csatrona
- MusicMix
- MusicMix SuperOne
- TCM
- Cartoonito
- Agro TV Hungary
- Antenna3 Hungary
- Nautik Hungary
- TV deko  renomeado como Spektrum Home
- Filmmúzeum renomeado como Film Mania
- Musicmax
- Musicmax Adult
- Private Spice
- Zone Club
- Zone Reality renomeado como CBS Reality
- Zone Europa
- Zone Romantica renomeado como Film Cafe
- ZENIT TV HUNGARY
- SportKlub
- P+ Televízió
- BBC Entertainment
- TV2 Classic

## Audiência
Os canais com maior audiência, em 2022, são:

| Rank | Canal          | Grupo              | Share de visualização total (%) |
| ---- | -------------- | ------------------ | ------------------------------- |
| 1    | TV2            | TV2 Group          | 11.5                            |
| 2    | RTL            | RTL Group          | 7.5                             |
| 3    | ATV            | ATV Group          | 3.2                             |
| 4    | Duna           | MTVA               | 3.0                             |
| 5    | M1             | MTVA               | 3.0                             |
| 6    | Mozi+          | TV2 Group          | 2.7                             |
| 7    | M4 Sport       | MTVA               | 2.7                             |
| 8    | Izaura TV      | TV2 Group          | 2.4                             |
| 9    | Prime TV       | TV2 Group          | 2.3                             |
| 10   | Film+          | RTL Group          | 2.3                             |
| 11   | Hir TV         | Hir TV             | 2.1                             |
| 12   | Super TV2      | TV2 Group          | 2.1                             |
| 13   | Cool           | RTL Group          | 2.1                             |
| 14   | RTL Kettő      | RTL Group          | 1.8                             |
| 15   | Comedy Central | Paramount Networks | 1.3                             |
| 16   | Sorozat+       | RTL Group          | 1.2                             |
| 17   | Viasat 3       | Antenna Group      | 1.1                             |
| 18   | TV4            | Central            | 1.1                             |
| 19   | Story4         | Central            | 1.1                             |
| 20   | Galaxy4        | Central            | 1.1                             |

### Rankings históricos
| Channel  | Launched | 2022 | 2021 | 2020 | 2019 | 2018  | 2017  | 2016  | 2015  | 2014  | 2013 | 2012 | 2011 |
| -------- | -------- | ---- | ---- | ---- | ---- | ----- | ----- | ----- | ----- | ----- | ---- | ---- | ---- |
| TV2      | 10/1997  | 11.5 | 11.2 | 11.0 | 10.3 | 10.22 | 10.72 | 10.77 | 12.50 | 14.05 | 13.6 | 15.8 | 18.6 |
| RTL      | 10/1997  | 7.5  | 8.7  | 9.2  | 9.6  | 10.03 | 11.03 | 12.18 | 13.42 | 13.90 | 15.9 | 17.9 | 20.3 |
| Duna     | 12/1992  | 3.0  | 3.1  | 3.2  | 3.5  | 3.98  | 5.48  | 6.13  | 5.54  | 3.23  | 2.3  | 1.9  | 1.8  |
| M1       | 5/1957   | 3.0  | 2.8  | 3.1  | 2.8  | 2.93  | 3.39  | 3.32  | 4.04  | 7.65  | 8.4  | 9.2  | 7.9  |
| Cool     | 9/2004   | 2.1  | 2.4  | 2.8  | 2.3  | 2.98  | 3.33  | 3.84  | 4.43  | 4.10  | 4.2  | 4.4  | 3.6  |
| Film+    | 9/2003   | 2.3  | 2.5  | 3.0  | 2.9  | 3.18  | 3.31  | 3.08  | 4.12  | 3.85  | 3.9  | 3.5  | 3.5  |
| Viasat 3 | 10/2000  | 1.1  | 1.4  | 1.7  | 1.5  | 1.82  | 1.87  | 2.53  | 2.96  | 2.65  | 2.8  | 3.8  | 3.6  |